# Harry Potter og De Vises Sten (film)
|  | Denne artikel omhandler filmen. For romanen, se Harry Potter og De Vises Sten |
Harry Potter og De Vises Sten (originaltitel Harry Potter and the Philosopher's Stone) er en fantasyfilm fra 2001, som er instrueret af Chris Columbus, og distribueret af Warner Bros. Pictures og som er baseret på J.K. Rowlings roman fra 1997 af samme navn. Produceret af David Heyman og skrevet af Steve Kloves, udgør filmen den første del i Harry Potter-filmserien. Medvirkende i filmen er Daniel Radcliffe som Harry Potter, Rupert Grint som Ron Weasley og Emma Watson som Hermione Granger. Filmen følger Harrys første år på Hogwarts Skole for Heksekunster og Troldmandsskab, efter han lærer sandheden om hans baggrund, og han påbegynder sin uddannelse i magi.
Warner Bros. købte filmrettighederne til bogen i 1999 for eftersigende £1 mio. (ca. 8,7 mio. DKK). Filmproduktionen påbegyndte i Storbritannien i 2000 med Chris Columbus som instruktør, efter at være blevet udvalgt ud fra en liste, som bl.a. inkluderede Steven Spielberg og Rob Reiner. J. K. Rowling fremsatte et krav om at alle medvirkende i filmen skulle have britisk eller irsk nationalitet, hvorefter de tre ledende roller blev besat i august 2000 efter auditions. Filmen blev optaget ved Leavesden Film Studios og historiske bygninger rundt om i Storbritannien fra september 2000 til marts 2001.
Filmen havde premiere i Storbritannien den 10. november 2001 og efterfølgende global premiere fra den 16. november og frem; herunder den 23. november i Danmark. Filmen blev modtaget med positive anmeldelse, og blev hurtigt en anmelder- og publikumssucces, og indtjente $974 mio. (ca. 6,2 mia. DKK) i billetindtægter verdenen over. Den blev dermed den bedst-indtjente film i 2001 og var, på tidspunktet, den anden bedst-indtjente film nogensinde. Filmen blev ligeledes nomineret til adskillige priser, heriblandt Academy Awards for Best Original Score, Best Art Direction og Best Costume Design. Filmen blev efterfølgende fulgt af syv efterfølgere, begyndende med Harry Potter og Hemmelighedernes Kammer i 2002 og afsluttende med Harry Potter og Dødsregalierne - del 2 i 2011, næsten ti år efter den første films udgivelse.

## Handling
En sen aften i Surrey mødes Albus Dumbledore og Minerva McGonagall, professorer ved Hogwarts Skole for Heksekunster og Troldmandsskab sammen med skolens forvalter, Rubeus Hagrid, for at overlevere et for nylig forældreløst spædbarn ved navn Harry Potter til hans eneste tilbageværende slægtninge, familien Dursley.
Ti år senere, lever Harry en besværlig tilværelse hos familien bestående af onkel Vernon, tante Petunia og deres forkælede søn, fætter Dudley. Efter uvildigt at have bragt Dudley i et mindre uheld under familiens besøg i zoologisk have, begynder Harry at modtage breve adresseret til ham leveret af ugler. Onkel Vernon forbyder Harry at læse brevene, og da brevene fortsat bliver leveret i stigende antal, rejser familien til en forladt ø, hvor de på dagen for Harrys 11 års fødselsdag bliver opsøgt af Hagrid, der fortæller Harry, at Harry er troldmand og at han skal gå på Hogwarts til trods for Dursleys protester. Efter at have taget Harry med til Diagonalstrædet for at købe ind til hans første semester på Hogwarts og givet ham uglen Hedvig i fødselsgave, fortæller Hagrid Harry om hans fortid; Harrys forældre, James og Lily Potter, blev dræbt af Dræberbesværgelsen fra den onde og magtfulde troldmand Lord Voldemort. Til trods for også at være blevet udsat for samme forbandelse, overlevede Harry mødet med Voldemort, og han blev derfor kendt i troldmandsverdenen som "Drengen, der levede". Mens Voldemort mistede alle sine kræfter ved det mislykkede angreb og herefter forsvandt, fik Harry blot et ar i panden i form af et lyn.
Harry tager til King's Cross Station hvor han efter at have passeret igennem perron 9¾ stiger på Hogwartsexpressen, hvor han kort efter møder drengen Ron Weasley, som han hurtigt bliver venner med; Hermione Granger, en yderst klog heks, som har ikke-magiske muggler-forældre; og Draco Malfoy, en dreng fra en højtstående troldmandsfamilie, som hurtigt bliver Harrys rival. Efter ankomsten til skolen, bliver alle eleverne samlet i Storsalen, hvor førsteårseleverne skal fordeles blandt de fire kollegier; Gryffindor, Hufflepuff, Ravenclaw og Slytherin af Fordelingshatten. Selvom Fordelingshatten overvejer at placere Harry i Slytherin sammen med Draco, bliver han til sidst placeret i Gryffindor sammen med Ron og Hermione.
På Hogwarts lærer Harry magiske fortryllelser og lærer mere om sin fortid og sine forældre. Efter at have fået bragt Gryffindor-eleven Neville Longbottoms erindringskugle tilbage til ham igen, bliver Harry optaget på Gryffindors quidditch-hold som søger - en position sjældent besat af en førsteårselev. På vej tilbage til deres kollegie en aften, skifter trapperne pludselig position, og leder Harry, Ron og Hermione til den forbudte korridor på Hogwarts, hvor de i et aflåst rum, finder en gigantisk tre-hovedet hund kaldet Fluffy. Ron fornærmer efterfølgende Hermione, da hun gjorde ham flov under en fortryllelsestime, og hun låser sig inde på pigetoilettet. Hun bliver kort efter angrebet af en stor løssluppen trold, men Harry og Ron redder hende, og de er nu venner.
De tre finder senere ud af at Fluffy beskytter de vises sten, et objekt, som kan forvandle hvilket som helst metal til guld, og producerer en eliksir, som giver evigt liv. Harry mistænker at eliksirprofessoren og leder af Slytherin-kollegiet Severus Snape forsøger at stjæle stenen for at hjælpe Voldemort med at vende tilbage til sin menneskelige form. Hagrid fortæller at han ejer Fluffy og han kommer til at afsløre for de tre at hunden falder i søvn, hvis man spiller musik for den. Harry, Ron, Hermione beslutter sig for at finde frem til stenen før Snape gør, og de finder en allerede sovende Fluffy i korridoren og skal igennem en række forhindringer; såsom den dødelige plante Djævleslyngen, et rum fyldt med aggressive flyvende nøgler og et spil troldmandsskak, hvor Ron bliver slået omkuld.
Efter at være sluppet igennem forhindringerne, finder Harry til sin overraskelse læreren for forsvar mod mærkets kræfter, Quirinus Quirrell til at være den, der forsøgte at stjæle stenen, og at Snape har forsøgt at beskytte Harry undervejs. Quirrell fjerner sin turban og afslører at Voldemort har taget plads i Quirrells krop og bor i hans baghoved. Takket være en fortryllelse fra Dumbledor, opdager Harry at han har de vises sten i sin lomme. Voldemort forsøger at overtale Harry til at give ham stenen i bytte for at genoplive Harrys forældre, men han nægter. Quirrell forsøger herefter at slå Harry ihjel; men dør i stedet, da Harry ved at berøre hans hud, for ham til at brænde op og reducerer Quirrell til støv. Ud af støvet opstiger Voldemorts ånd og Harry bliver slået bevidstløs, da ånden passerer igennem ham.

Harry vågner op på skolens hospitalsfløj med Dumbledore ved sin side. Dumbledore forklarer at stenen er blevet ødelagt, og at Ron og Hermione klarede den. Dumbledore forklarer også hvordan Harry var i stand til at besejre Quirrelll/Voldemort: da Harrys mor døde for at redde hans liv som spæd, gav hendes ofring Harry en stærk beskyttelse i form af kærlighed, som beskyttede ham fra Voldemort. Harry, Ron og Hermione bliver for deres heltemodige indsats belønnet med kollegiepoint, og Harry kan vende tilbage til familien Dursley på sommerferie, lykkelig over at have fundet et rigtigt hjem på Hogwarts.

## Medvirkende
| Rolle                                                | Skuespiller          | Danske Stemmer                                          |
| ---------------------------------------------------- | -------------------- | ------------------------------------------------------- |
| Harry Potter                                         | Daniel Radcliffe     | Phillip Hornehøj                                        |
| Ron Weasley                                          | Rupert Grint         | Allan Hyde                                              |
| Hermione Granger                                     | Emma Watson          | Maja Iven Ulstrup                                       |
| Rubeus Hagrid                                        | Robbie Coltrane      | Niels Weyde                                             |
| Professor Quirinus Quirrel og Lord Voldemorts stemme | Ian Hart             | Jens Jacob Tychsen (Quirrel) Søren Spanning (Voldemort) |
| Albus Dumbledore                                     | Richard Harris       | Nis Bank-Mikkelsen                                      |
| Professor Minerva McGonagall                         | Maggie Smith         | Kirsten Cenius                                          |
| Professor Severus Snape                              | Alan Rickman         | Stig Hoffmeyer                                          |
| Næsten Hovedløse Nick                                | John Cleese          | Lasse Lunderskov                                        |
| Ollivander                                           | John Hurt            | Paul Hüttel                                             |
| Vernon Dursley                                       | Richard Griffiths    | Ole Fick                                                |
| Petunia Dursley                                      | Fiona Shaw           | Puk Scharbau                                            |
| Dudley Dursley                                       | Harry Melling        | Rasmus Albeck                                           |
| Draco Malfoy                                         | Tom Felton           | William Høeg                                            |
| Percy Weasley                                        | Chris Rankin         | Sonny Lahey                                             |
| Oliver Woods                                         | Sean Biggerstaff     | Jasper Spanning                                         |
| Lily Potter                                          | Geraldine Somerville | Vibeke Dueholm                                          |
| Station Vagt                                         | Harry Taylor         | Jens Jacob Tychsen                                      |
| Molly Lucretia Prewett Weasley                       | Julie Walters        | Kit Eichler                                             |
| Ginny Weasley                                        | Bonnie Wright        | Thea Iven Ulstrup                                       |
| George Andrew Weasley                                | Oliver Phelps        | Sebastian Jessen                                        |
| Frederick Joseph 'Fred' Weasley                      | James Phelps         | Sebastian Jessen                                        |
| Neville Longbottom                                   | Matthew Lewis        | Andreas Jessen                                          |
| Lee Jordan                                           | Luke Youngblood      | Mathias Klenske                                         |
| Filius Flitwick                                      | Warwick Davis        | Thomas Mørk                                             |
| Fordelingshatten                                     | Leslie Phillips      | Thomas Mørk                                             |
| Argus Filch                                          | David Bradley        | Ole Varde Lassen                                        |
| Tom                                                  | Derek Deadman        | Lasse Lunderskov                                        |
| Rolanda Hoock                                        | Zoë Wanamaker        | Ann Hjort                                               |

Danske stemmer i øvrigt fra: Sara Poulsen, Peter Røschke, Amalie Dollerup, Vibeke Dueholm, Lasse Lunderskov, Christian T. Hansen, Rasmus Albeck, Ole Fick, og William Høeg.